# 松大娛樂
松大娛樂經紀股份有限公司，簡稱松大娛樂，是臺灣電視公司旗下的經紀公司，2013年1月29日成立，2018年1月1日獲台視授權管理官方YouTube帳號相關業務。曾經製作台視八點檔連續劇《生生世世》、《一個屋簷下》。

## 旗下藝人

### 男藝人
- 曹景俊
- 陳文山

### 女藝人
- 何宜珊

## 外部連結
- 松大娛樂的Facebook專頁
- 台灣公司資料 （页面存档备份，存于）